# Ludovico di Varthema

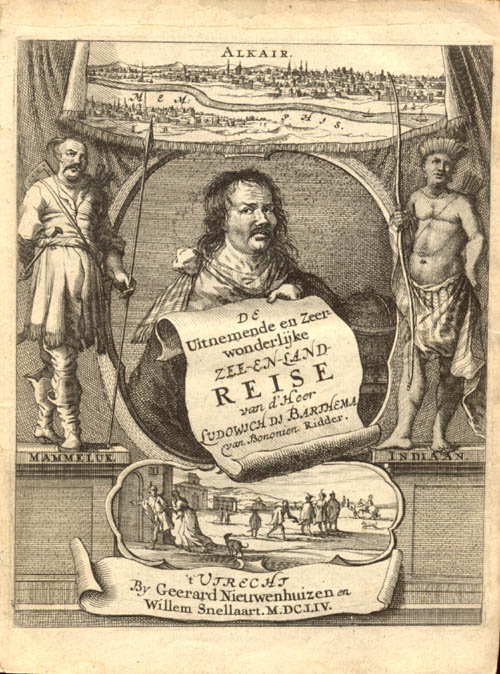
Titelpagina van de eerste Nederlandse vertaling van de Itinerario, 1654

Ludovuico di Varthema (circa 1468-1517) was een Italiaanse reiziger, bekend vanwege zijn bezoek aan de (voor christenen) verboden stad Mekka en aan de Molukken. Hij geldt in beide plaatsen als de eerst bekende bezoeker uit christelijk Europa.
Di Varthema vertrok in 1502 vanuit Venetië en reisde via Egypte naar Syrië. Daar deed hij zich voor als een Mammeluk onder de naam Yunas (Jona), en trad toe tot een Mammelukkenescorte van een karavaan van pelgrims naar Mekka (zie hadj). Hij was de eerste Europeaan die de heilige steden Mekka en Medina bezocht. Voor het vertrek vanuit Mekka terug naar Damascus deserteerde hij uit zijn Mammelukkengroep. Hij trok naar de havenstad Djedda, waar hij zich verborg tussen de bedelaars in een moskee, en voer vandaaruit naar Aden.
In Aden werd hij als christenspion gearresteerd, maar uiteindelijk weer vrijgelaten. Hij trok door Zuid-Arabië, bezocht Oost-Afrika en Oman, en trok door Perzië van Hormuz naar Herat. Hij wilde Samarkand bereiken, maar dat mislukte, en via Shiraz keerde hij terug naar Hormuz, waar hij aanmonsterde op een schip naar India.
Hij bezocht diverse steden en gebieden in India, en trok daarna verder oostwaarts, al zijn sommige geleerden van mening dat het deel van de reis ten oosten van India een fabricatie is. Naar eigen zeggen bezocht hij Maleisië, Bengalen, Birma, Sumatra, Banda, de Molukken en Java. Hij is hiermee de eerste Europeaan die de Specerijeneilanden bezocht.
Terug in India diende Di Varthema 18 maanden onder de Portugezen als soldaat en handelaar, en hij keerde met een Portugees schip rond Afrika naar Lissabon terug. De Itinerario van Di Varthema (1510) was een belangrijke bron voor de Europese kennis over Azië. Het was het eerste gedrukte Europese boek dat Zuidoost-Azië beschreef.